# 捷舞

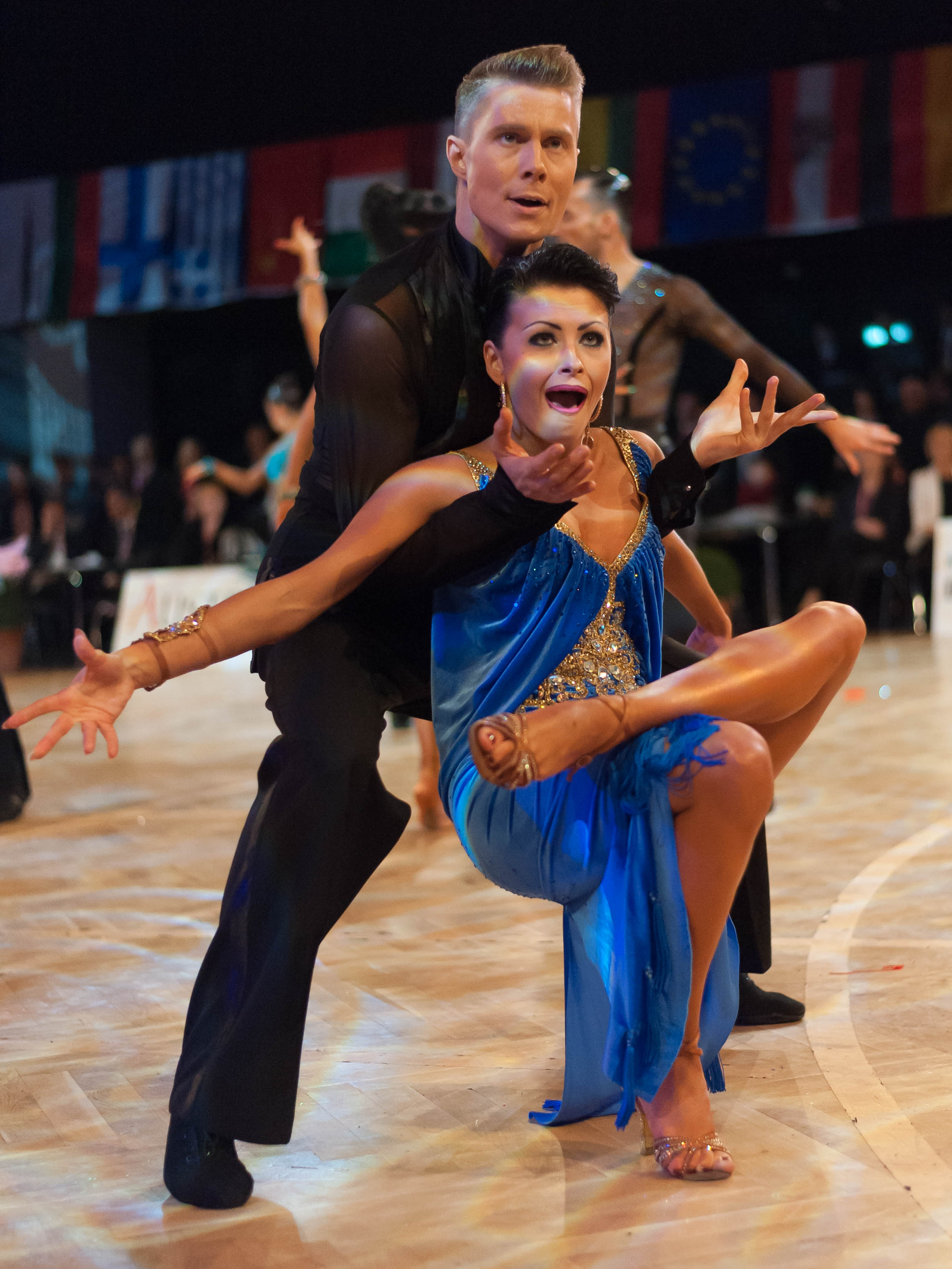
捷舞

捷舞（Jive）是從搖擺舞（Swing）演變來的，是國際標準舞中的5種拉丁舞之一。捷舞要求舞著上身挺直，和其他標準舞的舞蹈風格一樣，但是異於其他搖擺舞。
捷舞的另一個中文翻譯是“牛仔舞”。不過，美國的牛仔並不跳捷舞，他們多半跳 Country and Western Dance，直接翻譯的話是“鄉村西部舞”。
捷舞源于美南的一种叫“吉特巴”（又譯吉魯巴，Jitterbug）的舞蹈发展而来，捷舞剔除了“吉特巴”中所有的难度动作，增加了一些技巧。最早对捷舞的记载是由伦敦舞蹈教师 Victor Silvester于1944年在欧洲出版的一本介绍捷舞的书。流行樂、搖滾樂與美国摇摆舞都对捷舞有着一定的影响。
捷舞是一种节奏快，耗体力的舞。在比赛中捷舞之所以被安排在最后跳是因为选手们必须让观众觉得，在跳了前四个舞之后他们仍不觉得累，还能很投入地迎接新的挑战。
捷舞手脚的关节放松、自由地舞蹈，身体自然晃动，脚步轻松地踏着，且不断地与舞伴换位，转圈旋转。捷舞跳起来的感觉是激动人心的，动作敏捷而自如，有时有强烈的扭摆和迅急的连续的旋转使人眼花缭乱，亢奋热烈。

## 外部連結
- 影片片段：2006年 美国業餘拉丁舞比賽 捷舞 （页面存档备份，存于）
- 黑池明星里卡多&尤莉娅 牛仔舞表演[永久]